# Unité urbaine de la Chartre-sur-le-Loir
L'unité urbaine de la Chartre-sur-le-Loir est une unité urbaine française qui fait partie du département de la Sarthe et de la région Pays de la Loire.

## Données globales
Dans le zonage de 2020 des unités urbaines, elle est composée de deux communes.
En 2022, elle compte 2 308 habitants.

## Composition de l'unité urbaine en 2020
Elle est composée des deux communes suivantes :
| Nom                                   | Code Insee | Département | Statut       | Superficie (km2) | Population (dernière pop. légale) | Densité (hab./km2) | Modifier                                    |
| ------------------------------------- | ---------- | ----------- | ------------ | ---------------- | --------------------------------- | ------------------ | ------------------------------------------- |
| La Chartre-sur-le-Loir (ville-centre) | 72068      | Sarthe      | ville-centre | 8,30             | 1 370 (2022)                      | 165                | modifier les données · modifier les données |
| Lhomme                                | 72161      | Sarthe      | banlieue     | 18,32            | 938 (2022)                        | 51                 | modifier les données · modifier les données |

## Évolution démographique
| 1968  | 1975  | 1982  | 1990  | 1999  | 2008  | 2013  | 2019  |
| ----- | ----- | ----- | ----- | ----- | ----- | ----- | ----- |
| 2 632 | 2 624 | 2 644 | 2 511 | 2 449 | 2 425 | 2 320 | 2 288 |

#### Données générales
- Unité urbaine
- Aire d'attraction d'une ville
- Aire urbaine (France)
- Liste des unités urbaines de France

#### Données démographiques en rapport avec l'unité urbaine de la Chartre-sur-le-Loir
- Arrondissement de la Flèche

#### Données démographiques en rapport avec la Sarthe
- Démographie de la Sarthe